# Сузана Грубјешић
Сузана Грубјешић (Сомбор, 29. јануар 1963) је српска политичарка. Бивша је потпредседница Владе за европске интеграције и потпредседница странке Г17 плус те коалиције Уједињени региони Србије.

## Биографија
Рођена је 1963. године у Сомбору. Дипломирала је 1986. године на Факултету политичких наука у Београду.
Од 1996. до 1997. године била је менаџер пројеката Европског покрета у Србији, након чега је, као један од оснивача, од 1997. до 2003. године радила исти посао у невладиној организацији Г17 плус. Од 2003. до 2008. била је и извршни директор Г17 плус.
Била је посланик Г17 плус у Скупштини Србије од 2003. године, а од 2007. године и шеф посланичке групе, као и члан Административног и Одбора за европске интеграције парламента и шеф Делегације Србије при Парламентарној скупштини ОЕБС-а.
Од марта 2011. године била је на функцији заменика шефа посланичке групе Уједињени региони Србије (УРС) у Скупштини Србије.
Од 2017. године је генерална секретарка Европског покрета у Србији.
Говори енглески, немачки, грчки и француски језик.